# Uniwersytet w Neapolu
Uniwersytet Neapolitański im. Fryderyka II (wł. Università degli Studi di Napoli Federico II) – uniwersytet mieszczący się w Neapolu we Włoszech. Został założony w 1224 roku i jest podzielony na 13 wydziałów. Uczelnia nosi imię założyciela, Fryderyka II.

## Historia

### Okres średniowiecza
Uniwersytet w Neapolu był jednym z pierwszych średniowiecznych uniwersytetów. Zorganizowano go w oryginalny sposób, odmienny od tzw. bolońskiego czy paryskiego modelu uniwersytetu.
Była to  uczelnia zamknięta, o bardzo ostrych regułach. Uczniowie i profesorowie mieli zakaz opuszczania jej murów. Był to uniwersytet państwowy, niezależny od Kościoła. Ten rodzaj organizacji uniwersytetu przyjęty został także na niektórych hiszpańskich uniwersytetach, ale nie odegrał znaczącej roli w późniejszej historii szkolnictwa wyższego.

## Wydziały
Uniwersytet podzielony jest na 13 wydziałów:
- Architektura
- Biotechnologia
- Ekonomia
- Farmaceutyka
- Inżynieria
- Literatura i Filozofia
- Matematyka, Fizyka i Nauki przyrodnicze
- Medycyna i Chirurgia
- Medycyna weterynaryjna
- Politologia
- Prawo
- Rolnictwo
- Socjologia

## Znani absolwenci
- Nicola Abbagnano – filozof
- Tomasz z Akwinu – filozof i teolog
- Giordano Bruno – filozof, humanista i dominikanin
- Benedetto Croce – filozof, krytyk literacki i polityk
- Luigi de Magistris – polityk i prokurator
- Francesco De Martino – polityk, prawnik i profesor
- Enrico De Nicola – polityk, prawnik i prezydent Włoch
- Gaetano Filangeri – uczony i prawnik
- Antonio Labriola – filozof, teoretyk marksizmu
- Giovanni Leone – prezydent i premier Włoch
- Alfons Maria Liguori – doktor i święty Kościoła katolickiego
- Józef Moscati – lekarz, naukowiec i święty Kościoła katolickiego
- Giorgio Napolitano – prawnik, prezydent Włoch
- Umberto Nobile – konstruktor sterowców
- Luigi Palmieri – matematyk, astronom i meteorolog
- Roberto Saviano – pisarz i dziennikarz
- Giambattista Vico – filozof i historiozof

## Sławni wykładowcy
- Tomasz z Akwinu – filozof i teolog
- Domenico Felice Antonio Cotugno – lekarz i anatom
- Ettore Majorana – fizyk i teoretyk
- Luigi Palmieri – matematyk, astronom i meteorolog
- Francesco De Martino – polityk, prawnik i profesor
- Giambattista Vico – filozof i historiozof
- Oronzio Gabriele Costa – lekarz i zoolog